# إعادة الأطفال إلى أوكرانيا (برنامج إنساني)
إعادة الأطفال إلى أوكرانيا هو برنامج إنساني أوكراني تم إنشاؤه بمبادرة من رئيس أوكرانيا فولوديمير زيلينسكي في عام 2023. وهو يجمع جهود جميع السلطات في أوكرانيا والدول الأخرى والمنظمات الدولية وغير الحكومية لإعادة جميع الأطفال الأوكرانيين الذين اختطفتهم روسيا أثناء الغزو الروسي لأوكرانيا في عام 2022. ويهدف البرنامج إلى إعادة دمج الأطفال المرحلين وتنشئتهم اجتماعيا وتطوير أشكال التربية القائمة على الأسرة فضلا عن تسجيل الجرائم وتقديم روسيا للعدالة عن هذه الجرائم وخاصة في المحكمة الجنائية الدولية في لاهاي.
تهدف خطة عمل "إعادة الأطفال إلى أوكرانيا" إلى تنفيذ صيغة السلام للرئيس فولوديمير زيلينسكي: النقطة 4 "إطلاق سراح جميع السجناء والمبعدين". ويتم تنسيق تنفيذ خطة العمل من قبل مجلس التنسيق لحماية الطفل وسلامته التابع لرئيس أوكرانيا برئاسة رئيس مكتب رئيس أوكرانيا أندريه يرماك.

## التاريخ

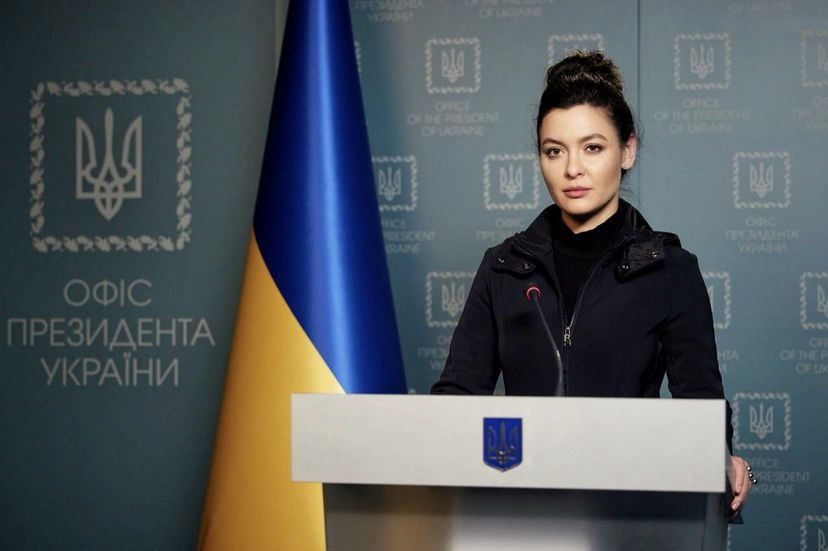
داريا زاريفنا الرئيس التنفيذي للعمليات في إعادة الأطفال.

تحدثت داريا زاريفنا المستشارة الإعلامية لرئيس مكتب رئيس أوكرانيا والمديرة التنفيذية لبرنامج إعادة الأطفال إلى أوكرانيا لأول مرة عن البرنامج في 15 مايو 2023. وأكدت على إنشاء حركة جديدة في أوكرانيا - "مؤسسة جديدة، فكر جديد يسمى إعادة الأطفال إلى أوكرانيا". خلال كلمتها في قمة الديمقراطية في كوبنهاجن 2023 في العاصمة الدنماركية دعت زاريفنا الجميع للانضمام إلى هذه الحركة والمساعدة في إعادة آلاف الأطفال الأوكرانيين إلى الوطن.
في 31 مايو 2023 عشية اليوم العالمي للطفل افتتح الرئيس فولوديمير زيلينسكي مركز حماية الطفل وقدم خطة عمل إعادة الأطفال إلى أوكرانيا. كما حضر الحدث رئيس المكتب الرئاسي أندريه يرماك ونائبة رئيس الوزراء ووزيرة إعادة دمج الأراضي المحتلة مؤقتا في أوكرانيا إيرينا فيريششوك والمدعي العام أندريه كوستين ومستشارة مفوضة حقوق الطفل وإعادة تأهيل الطفل داريا جيراسيمشوك ومفوض حقوق الإنسان في البرلمان الأوكراني دميتري لوبينيتس ورئيس مركز تنسيق تطوير التعليم الأسري ورعاية الطفل إيرينا تولياكوفا.
في سبتمبر 2023 تم إطلاق حملة إعلامية بعنوان "إذا كنت تعرف، أخبر!".
في 16 أكتوبر أعيد أربعة أطفال تتراوح أعمارهم بين 2 و17 عاما تم ترحيلهم سابقا من روسيا إلى أوكرانيا كجزء من برنامج إعادة الأطفال إلى أوكرانيا وفقا لرئيس المكتب الرئاسي أندريه يرماك. وقد أصبح هذا ممكنا من خلال المفاوضات التي توسطت فيها قطر.
في 19 أكتوبر 2023 تم إطلاق منصة معلومات إعادة الأطفال إلى أوكرانيا لإعلام المجتمع الدولي بترحيل الأطفال الأوكرانيين من قبل روسيا.

## خطة العمل
تتكون خطة عمل إعادة الأطفال إلى أوكرانيا من سبع كتل رئيسية تنص على إجراءات وتدابير محددة:
- عودة الأطفال الأوكرانيين المرحلين من روسيا (تتضمن مشاركة وكالات الأمم المتحدة والمنظمات الدولية الأخرى والحكومات وإنشاء مجموعة عمل دولية رفيعة المستوى إعادة الأطفال).
- تطوير أشكال التعليم القائمة على الأسرة.
- إعادة دمج الأطفال العائدين من الاتحاد الروسي وتنظيم تنشئتهم الاجتماعية وعودتهم والمبادرات التعليمية.
- إنشاء مركز حماية حقوق الطفل، الذي افتتحه الرئيس في 30 مايو 2023.
- تسجيل الجرائم وتقديم روسيا إلى العدالة.
- التعاون البرلماني.
- التواصل والأحداث العامة.

يتم تعيين وكالة حكومية مسؤولة لكل كتلة. سيتم تنسيق تنفيذ خطة عمل إعادة الأطفال إلى أوكرانيا من قبل مجلس التنسيق لحماية الطفل وسلامته التابع لرئيس أوكرانيا برئاسة رئيس المكتب الرئاسي أندريه يرماك.

### مجموعة الخبراء الدولية
كجزء من خطة عمل "إعادة الأطفال إلى أوكرانيا" تم تشكيل مجموعة خبراء دولية تتألف من خبراء لديهم معرفة عميقة بقضايا حقوق الأطفال.
يرأس المجموعة رئيس المكتب الرئاسي أندريه يرماك وهيلينا كينيدي البارونة كينيدي وهي محامية بريطانية تم اختيارها كواحدة من 100 امرأة تغير العالم من قبل هيئة الإذاعة البريطانية في عام 2021.
تركز المجموعة على تطوير آراء الخبراء وتوصياتهم بشأن الآليات الفعالة لإعادة الأطفال إلى أوكرانيا فضلا عن تحسين الآليات القانونية الدولية القائمة لمنع حالات مماثلة من انتهاكات حقوق الطفل في جميع أنحاء العالم.

### مركز حماية الطفل
في 31 مايو 2023 تم افتتاح مركز حماية الطفل. وهو مركز مشترك بين الوكالات للأطفال الذين كانوا ضحايا أو شهدوا جرائم حيث يمكن للمتخصصين ذوي الصلة:
- تلقي المعلومات من الأطفال وأسرهم.
- إجراء فحص طبي بما في ذلك لأغراض الطب الشرعي.
- تقديم المساعدة العلاجية اللازمة.

يضم المركز منطقة ترفيهية للأطفال وغرفة يعمل فيها المتخصصون في المركز وفقا لنموذج بارناهوس.

## ردود الفعل الدولية
- كندا: خلال الاجتماع الثالث لمستشاري الأمن القومي والسياسة الخارجية في مالطا اقترح الوفد الكندي إنشاء تحالف دولي من البلدان لتسهيل عودة الأطفال الأوكرانيين الذين أبعدتهم روسيا قسرا من الأراضي المحتلة مؤقتا في أوكرانيا. ستكون هذه المبادرة استمرارا لبرنامج إعادة الأطفال إلى أوكرانيا.[9]
- أوروبا: في الأول من يونيو 2023 في اليوم العالمي للطفل دعت رئيسة المفوضية الأوروبية أورسولا فون دير لاين روسيا إلى وقف ترحيل الأطفال الأوكرانيين ودعمت برنامج إعادة الأطفال إلى أوكرانيا.[10]
- ألمانيا: في 7 سبتمبر 2023 استضاف البرلمان الألماني حلقة نقاشية لدعم برنامج إعادة الأطفال إلى أوكرانيا المخصص لتعميق التعاون بين أوكرانيا وألمانيا لإعادة الأطفال الأوكرانيين المختطفين من قبل روسيا. تم تنظيم الحدث من قبل مجموعة من النواب الألمان بمساعدة سفارة أوكرانيا في ألمانيا والمجموعة البرلمانية الألمانية الأوكرانية.[11]
- هولندا: أعلن وزير الخارجية الهولندي هانكي بروينس سلوت عن نية هولندا دعم أوكرانيا في مشروع إعادة الأطفال إلى أوكرانيا لإعادة توحيد الأسر من خلال الحمض النووي. من خلال استخدام اختبارات الحمض النووي السريعة تهدف هولندا إلى مساعدة أوكرانيا في إنشاء قاعدة بيانات للحمض النووي تسمح بالتعرف السريع على الأطفال المختطفين من قبل روسيا وتسهيل عودتهم السريعة إلى عائلاتهم.[12]
- قطر: شاركت قطر في برنامج "إعادة الأطفال إلى أوكرانيا" بناء على طلب الحكومة الأوكرانية ولعبت دورا مهما في المفاوضات واسعة النطاق التي استمرت عدة أشهر. وعلى وجه الخصوص ساعدت في إعادة الأطفال الذين تتراوح أعمارهم بين 2 و17 عاما إلى أوكرانيا الذين تم ترحيلهم بشكل غير قانوني من قبل مواطني الدولة المعتدية. وأعربت ممثلة وزارة الخارجية القطرية لولوة الخاطر عن ارتياحها للأخبار السارة المتمثلة في لم شمل الأطفال مع أسرهم في أوكرانيا والذي تم تحقيقه من خلال جهود الوساطة القطرية.[13]